# Камбијано (Фиренца)
Камбијано је насеље у Италији у округу Фиренца, региону Тоскана.
Према процени из 2011. у насељу је живело 599 становника. Насеље се налази на надморској висини од 45 м.